# Campionat de Balears de ciclisme en pista
El Campionat de Balears de ciclisme en pista és una competició ciclista que es disputa a les Illes Balears per determinar els campions territorials de les diferents modalitats de ciclisme en pista. L'organització, amb caràcter anual, corre a càrrec de diferents clubs ciclistes, a més del suport de patrocinadors. Els resultats són supervisats i homologats per la Federació de Ciclisme de les Illes Balears, la qual els dona caràcter oficial.

## Història
Les primeres modalitats que varen néixer foren les de velocitat (1893) i de fons (1912), en qualitat de principals proves representatives de curta i llarga distància, respectivament. A mesura que les proves rere motocicleta guanyaven acceptació varen sorgir les proves rere moto stayer (1919) i moto comercial (1941).
La resta de disciplines es varen afegir a mesura que assolien força i adeptes entre ciclistes i públic: persecució (1952), americana (o madison) (1966), quilòmetre i persecució per equips (1972), puntuació (1991), keirin (2001), escratx (2002) i òmnium (2009).
El ciclisme femení es va desenvolupar molt més tard, a partir dels anys 70. Per això els campionats no es varen celebrar fins 1980, amb la celebració de proves de velocitat, fons i persecució (1980). Als anys 90 es va interrompre la seva organització fins resorgir el 2011, incorporant-se la resta de modalitats: 500 metres, puntuació, keirin i scratch.
En tots els casos les proves varen sofrir interrupcions per multitud de factors: manca de competidors, de clubs organitzadors, d'afició o per causes de força major com la Guerra Civil.

## Proves masculines individuals

### Velocitat
| Any           | Seu                                                      | Campió                                                   | Notes                                                    |
| ------------- | -------------------------------------------------------- | -------------------------------------------------------- | -------------------------------------------------------- |
| 1893          | Velòdrom de Son Espanyolet, Palma                        | Antoni Manresa                                           |                                                          |
| 1894          | Velòdrom de Son Espanyolet, Palma                        | Joan Iglesias                                            | Es va disputar com a Campionat de Palma                  |
| 1895          | Velòdrom de Son Espanyolet, Palma                        | Miquel Vadell                                            |                                                          |
| 1896 – 1897   | No es va disputar                                        | No es va disputar                                        | No es va disputar                                        |
| 1898          | Velòdrom de Son Espanyolet, Palma                        | Josep Grimalt                                            |                                                          |
| 1899          | Velòdrom d'Inca                                          | Joan Rosselló                                            |                                                          |
| 1900          | Velòdrom de Son Espanyolet, Palma                        | Simó Riera                                               |                                                          |
| 1901 – 1902   | No es va disputar                                        | No es va disputar                                        | No es va disputar                                        |
| 1903          | Velòdrom de Tirador, Palma                               | Gabriel Martorell                                        |                                                          |
| 1904          | No es va disputar                                        | No es va disputar                                        | No es va disputar                                        |
| 1905          | Velòdrom de Tirador, Palma                               | Antoni Seguí, Pometa                                     |                                                          |
| 1906          | Velòdrom de Tirador, Palma                               | Mateu Maura                                              |                                                          |
| 1907          | No es va disputar                                        | No es va disputar                                        | No es va disputar                                        |
| 1908          | Velòdrom de Tirador, Palma                               | Gabriel Oliver                                           |                                                          |
| 1909 – 1911   | No es va disputar                                        | No es va disputar                                        | No es va disputar                                        |
| 1912          | Velòdrom de Tirador, Palma                               | Jaume Mayol                                              |                                                          |
| 1913          | Velòdrom de Tirador, Palma                               | Pere Roig                                                |                                                          |
| 1914          | Velòdrom de Manacor                                      | Pere Roig                                                |                                                          |
| 1915          | Velòdrom de Tirador, Palma                               | No es va disputar                                        | No es va disputar                                        |
| 1916          | Velòdrom de Tirador, Palma                               | Bartomeu Roig                                            |                                                          |
| 1917          | Velòdrom de Tirador, Palma                               | Joan Arbona                                              |                                                          |
| 1918          | Velòdrom de Tirador, Palma                               | Cancel·lat per la Grip espanyola                         | Cancel·lat per la Grip espanyola                         |
| 1919          | Velòdrom de Tirador, Palma                               | Miquel Bover                                             |                                                          |
| 1920          | Velòdrom de Tirador, Palma                               | Miquel Bover                                             |                                                          |
| 1921 – 1924   | No es va disputar                                        | No es va disputar                                        | No es va disputar                                        |
| 1925          | Velòdrom de Tirador, Palma                               | Miquel Bover                                             |                                                          |
| 1926          | Velòdrom de Tirador, Palma                               | Miquel Bover                                             |                                                          |
| 1927          | Velòdrom de Cap Blanc, Llucmajor                         | Antoni Taberner                                          |                                                          |
| 1928          | Velòdrom de Cap Blanc, Llucmajor                         | Antoni Taberner                                          |                                                          |
| 1929          | Velòdrom de Cap Blanc, Llucmajor                         | Antoni Taberner                                          |                                                          |
| 1930          | Velòdrom de Cap Blanc, Llucmajor                         | Rafael Pou                                               |                                                          |
| 1931          | Velòdrom de Cap Blanc, Llucmajor                         | Antoni Taberner                                          |                                                          |
| 1932          | Velòdrom de Tirador, Palma                               | Antoni Ramon                                             |                                                          |
| 1933          | Velòdrom de Cap Blanc, Llucmajor                         | Miquel Llompart                                          |                                                          |
| 1934          | Velòdrom de Cap Blanc, Llucmajor                         | Miquel Llompart                                          |                                                          |
| 1935          | Velòdrom de Tirador, Palma                               | Miquel Llompart                                          |                                                          |
| 1936 – 1937   | No es va disputar per culpa de la Guerra civil espanyola | No es va disputar per culpa de la Guerra civil espanyola | No es va disputar per culpa de la Guerra civil espanyola |
| 1938          | Velòdrom de Tirador, Palma                               | No es va disputar per culpa de la Guerra civil espanyola | No es va disputar per culpa de la Guerra civil espanyola |
| 1939          | Velòdrom de Tirador, Palma                               | Miquel Llompart                                          |                                                          |
| 1940          | Velòdrom de Campos                                       | Joan Planas                                              |                                                          |
| 1941          | Velòdrom de Campos                                       | Joan Bover                                               |                                                          |
| 1942          | No es va disputar                                        | No es va disputar                                        | No es va disputar                                        |
| 1943          | Velòdrom de Campos                                       | Antoni Salvà                                             |                                                          |
| 1944          | Velòdrom de Tirador, Palma                               | Guillem Timoner                                          |                                                          |
| 1945          | Velòdrom de Tirador, Palma                               | Guillem Timoner                                          |                                                          |
| 1946          | Velòdrom de Campos                                       | Guillem Timoner                                          |                                                          |
| 1947          | Velòdrom de Campos                                       | Guillem Timoner                                          |                                                          |
| 1948          | No es va disputar                                        | No es va disputar                                        | No es va disputar                                        |
| 1949          | Velòdrom de Campos                                       | Antoni Timoner                                           |                                                          |
| 1950          | No es va disputar                                        | No es va disputar                                        | No es va disputar                                        |
| 1951 (indep.) | Velòdrom de Campos                                       | Antoni Timoner                                           |                                                          |
| 1952 (indep.) | Velòdrom de Manacor                                      | Sebastià Amer                                            |                                                          |
| 1953 (indep.) | Velòdrom de Manacor                                      | Sebastià Amer                                            |                                                          |
| 1954 (indep.) | Velòdrom de Manacor                                      | Sebastià Amer                                            |                                                          |
| 1955 (prof.)  | No es va disputar                                        | No es va disputar                                        | No es va disputar                                        |
| 1955 (indep.) | Velòdrom de Campos                                       | Sebastià Amer                                            |                                                          |
| 1955 (amat.)  | Velòdrom de Tirador, Palma                               | Francesc Tortella                                        |                                                          |
| 1956 (prof.)  | Velòdrom de Campos                                       | Gabriel Abraham                                          |                                                          |
| 1956 (amat.)  | Velòdrom de Tirador, Palma                               | Josep Escalas                                            |                                                          |
| 1957 (prof.)  | Velòdrom de Campos                                       | Nicolau Ferrà                                            |                                                          |
| 1957 (amat.)  | Velòdrom de Tirador, Palma                               | Francesc Roig                                            |                                                          |
| 1958 (prof.)  | No es va disputar                                        | No es va disputar                                        | No es va disputar                                        |
| 1958 (indep.) | Velòdrom de Campos                                       | Nicolau Ferrà                                            |                                                          |
| 1958 (afic.)  | No es va disputar                                        | No es va disputar                                        | No es va disputar                                        |
| 1959 (prof.)  | No es va disputar                                        | No es va disputar                                        | No es va disputar                                        |
| 1959 (indep.) | Velòdrom de Campos                                       | Antoni Carreras                                          |                                                          |
| 1959 (amat.)  | Velòdrom de Campos                                       | Sebastià Serra                                           |                                                          |
| 1960 (prof.)  | No es va disputar                                        | No es va disputar                                        | No es va disputar                                        |
| 1960 (indep.) | Velòdrom de Campos                                       | Antoni Timoner                                           |                                                          |
| 1960 (amat.)  | Velòdrom de Campos                                       | Miquel Mora                                              |                                                          |
| 1961 (prof.)  | No es va disputar                                        | No es va disputar                                        | No es va disputar                                        |
| 1961 (amat.)  | Sa Pista, Artà                                           | Pau Burguera                                             |                                                          |
| 1962 (prof.)  | No es va disputar                                        | No es va disputar                                        | No es va disputar                                        |
| 1962 (amat.)  | Velòdrom de Campos                                       | Pau Burguera                                             |                                                          |
| 1963 – 1965   | No es va disputar                                        | No es va disputar                                        | No es va disputar                                        |
| 1966 (prof.)  | Velòdrom de Tirador, Palma                               | Francesc Tortella                                        |                                                          |
| 1966 (amat.)  | Velòdrom de Tirador, Palma                               | Jordi Cañellas                                           |                                                          |
| 1967 – 1971   | No es va disputar                                        | No es va disputar                                        | No es va disputar                                        |
| 1972          | Velòdrom Francesc Alomar, Sineu                          | Bartomeu Caldentey                                       |                                                          |
| 1973 – 1981   | No es va disputar                                        | No es va disputar                                        | No es va disputar                                        |
| 1982          | Velòdrom Andreu Oliver, Algaida                          | Joan Antoni Crespí                                       |                                                          |
| 1983          | Velòdrom Andreu Oliver, Algaida                          | Jaume Pou                                                |                                                          |
| 1984          | No es va disputar                                        | No es va disputar                                        | No es va disputar                                        |
| 1985          | Velòdrom de Campos                                       | Jaume Pou                                                |                                                          |
| 1986          | No es va disputar                                        | No es va disputar                                        | No es va disputar                                        |
| 1987          | Velòdrom de Son Moix, Palma                              | Jaume Riera                                              |                                                          |
| 1988          | Velòdrom de Son Moix, Palma                              | Jaume Riera                                              |                                                          |
| 1989          | Velòdrom de Son Moix, Palma                              | Joan Manuel Sastre                                       |                                                          |
| 1990          | No es va disputar                                        | No es va disputar                                        | No es va disputar                                        |
| 1991          | Velòdrom de Son Moix, Palma                              | Joan Manuel Sastre                                       |                                                          |
| 1992          | No es va disputar                                        | No es va disputar                                        | No es va disputar                                        |
| 1993          | Velòdrom de Son Moix, Palma                              | Josep Gayà                                               |                                                          |
| 1994          | Velòdrom de Son Moix, Palma                              | Josep Gayà                                               |                                                          |
| 1995          | Velòdrom de Campos                                       | Josep Gayà                                               |                                                          |
| 1996          | Velòdrom de Son Moix, Palma                              | Josep Gayà                                               |                                                          |
| 1997          | Velòdrom de Son Moix, Palma                              | Josep Gayà                                               |                                                          |
| 1998 – 2000   | No es va disputar                                        | No es va disputar                                        | No es va disputar                                        |
| 2001          | Velòdrom de Son Moix, Palma                              | Bartomeu Amengual                                        |                                                          |
| 2002          | Velòdrom de Son Moix, Palma                              | Joan Manuel Sastre                                       |                                                          |
| 2003          | Velòdrom de Son Moix, Palma                              | Joan Manuel Sastre                                       |                                                          |
| 2004          | Velòdrom de Son Moix, Palma                              | Joan Manuel Sastre                                       |                                                          |
| 2005          | No es va disputar                                        | No es va disputar                                        | No es va disputar                                        |
| 2006          | Velòdrom de Son Moix, Palma                              | José Alberto Ibáñez                                      |                                                          |
| 2007          | Velòdrom de Son Moix, Palma                              | Daniel Estarellas                                        |                                                          |
| 2008 – 2009   | No es va disputar                                        | No es va disputar                                        | No es va disputar                                        |
| 2010          | Palma Arena                                              | David Alonso                                             |                                                          |
| 2011          | Palma Arena                                              | David Alonso                                             |                                                          |
| 2012          | Velòdrom de Son Moix, Palma                              | Jaume Albert Muntaner                                    |                                                          |
| 2013 – 2020   | pendent                                                  | pendent                                                  |                                                          |

Categoria de corredors: (prof.), professionals; (indep.), independents; (afic.), aficionats 

### Fons
| Any           | Seu                                                      | Campió                                                   | Notes                                                    |
| ------------- | -------------------------------------------------------- | -------------------------------------------------------- | -------------------------------------------------------- |
| 1912          | Velòdrom de Tirador, Palma                               | Jaume Mayol                                              |                                                          |
| 1913          | Velòdrom de Tirador, Palma                               | Gabriel Oliver                                           |                                                          |
| 1914          | Monestir Park, Llucmajor                                 | Simó Febrer                                              |                                                          |
| 1915          | Monestir Park, Llucmajor                                 | Gabriel Oliver                                           |                                                          |
| 1916          | No es va disputar                                        | No es va disputar                                        | No es va disputar                                        |
| 1917          | Velòdrom de Tirador, Palma                               | Miquel Bover                                             |                                                          |
| 1918          | Velòdrom de Tirador, Palma                               | Cancel·lat per la Grip espanyola                         | Cancel·lat per la Grip espanyola                         |
| 1919          | Velòdrom de Tirador, Palma                               | Miquel Bover                                             |                                                          |
| 1920          | Velòdrom de Tirador, Palma                               | Miquel Bover                                             |                                                          |
| 1921 – 1924   | No es va disputar                                        | No es va disputar                                        | No es va disputar                                        |
| 1925          | Velòdrom de Tirador, Palma                               | Miquel Bover                                             |                                                          |
| 1926          | Velòdrom de Tirador, Palma                               | Miquel Bover                                             |                                                          |
| 1927          | No es va disputar                                        | No es va disputar                                        | No es va disputar                                        |
| 1928          | Velòdrom de Tirador, Palma                               | Miquel Bover                                             |                                                          |
| 1929          | No es va disputar                                        | No es va disputar                                        | No es va disputar                                        |
| 1930          | Velòdrom de Cap Blanc, Llucmajor                         | Josep Nicolau                                            |                                                          |
| 1931          | Velòdrom de Tirador, Palma                               | Bartomeu Flaquer                                         |                                                          |
| 1932          | Velòdrom de Son Taiet, Artà                              | Bartomeu Flaquer                                         |                                                          |
| 1933          | Velòdrom de Manacor                                      | Bartomeu Flaquer                                         |                                                          |
| 1934          | Velòdrom de Manacor                                      | Josep Nicolau                                            |                                                          |
| 1935          | Velòdrom de Manacor                                      | Jaume Flaquer                                            |                                                          |
| 1936          | Velòdrom de Manacor                                      | Bartomeu Flaquer                                         |                                                          |
| 1937          | No es va disputar per culpa de la Guerra civil espanyola | No es va disputar per culpa de la Guerra civil espanyola | No es va disputar per culpa de la Guerra civil espanyola |
| 1938          | Velòdrom de Tirador, Palma                               | Bartomeu Flaquer                                         |                                                          |
| 1939          | Velòdrom de Tirador, Palma                               | Francesc Garcias                                         |                                                          |
| 1940          | Velòdrom de Campos                                       | Francesc Garcias                                         |                                                          |
| 1941          | Velòdrom de Campos                                       | Bartomeu Gayà                                            |                                                          |
| 1942          | Velòdrom de Tirador, Palma                               | Andreu Martorell                                         |                                                          |
| 1943          | Velòdrom de Campos                                       | Bartomeu Flaquer                                         |                                                          |
| 1944          | Velòdrom de Tirador, Palma                               | Bartomeu Flaquer                                         |                                                          |
| 1945          | Velòdrom de Campos                                       | Guillem Timoner                                          |                                                          |
| 1946          | Velòdrom de Campos                                       | Pasqual Martorell                                        |                                                          |
| 1947 – 1948   | No es va disputar                                        | No es va disputar                                        | No es va disputar                                        |
| 1949          | Velòdrom de Campos                                       | Pasqual Martorell                                        |                                                          |
| 1950 (indep.) | Velòdrom de Campos                                       | Antoni Timoner                                           |                                                          |
| 1951 (indep.) | Velòdrom de Campos                                       | Antoni Timoner                                           |                                                          |
| 1952          | No es va disputar                                        | No es va disputar                                        | No es va disputar                                        |
| 1953 (indep.) | Velòdrom de Manacor                                      | Joan Bibiloni                                            |                                                          |
| 1954 (prof.)  | Velòdrom de Manacor                                      | No es va disputar                                        | No es va disputar                                        |
| 1954 (amat.)  | Velòdrom de Tirador, Palma                               | Jaume Alomar                                             |                                                          |
| 1955 (prof.)  | No es va disputar                                        | No es va disputar                                        | No es va disputar                                        |
| 1955 (amat.)  | Velòdrom de Campos                                       | Joan Vicens                                              |                                                          |
| 1956 (prof.)  | Velòdrom de Tirador, Palma                               | Antoni Timoner                                           |                                                          |
| 1956 (amat.)  | Velòdrom de Campos                                       | Francesc Roig                                            |                                                          |
| 1957 (prof.)  | No es va disputar                                        | No es va disputar                                        | No es va disputar                                        |
| 1957 (amat.)  | Velòdrom de Campos                                       | Sebastià Sastre                                          |                                                          |
| 1958 (prof.)  | No es va disputar                                        | No es va disputar                                        | No es va disputar                                        |
| 1958 (amat.)  | Velòdrom de Tirador, Palma                               | Joan Vicens                                              |                                                          |
| 1959 (prof.)  | No es va disputar                                        | No es va disputar                                        | No es va disputar                                        |
| 1959 (amat.)  | Velòdrom de Tirador, Palma                               | Francesc Roig                                            |                                                          |
| 1960          | No es va disputar                                        | No es va disputar                                        | No es va disputar                                        |
| 1961 (prof.)  | Velòdrom de Campos                                       | Joan Vicens                                              |                                                          |
| 1961 (amat.)  | No es va disputar                                        | No es va disputar                                        | No es va disputar                                        |
| 1962          | No es va disputar                                        | No es va disputar                                        | No es va disputar                                        |
| 1963 (prof.)  | Velòdrom de Tirador, Palma                               | Jordi Nicolau                                            |                                                          |
| 1963 (amat.)  | No es va disputar                                        | No es va disputar                                        | No es va disputar                                        |
| 1964 – 1971   | No es va disputar                                        | No es va disputar                                        | No es va disputar                                        |
| 1972          | Velòdrom de Tirador, Palma                               | Miquel Verdera                                           |                                                          |
| 1973 – 1974   | No es va disputar                                        | No es va disputar                                        | No es va disputar                                        |
| 1975          | Velòdrom de Campos                                       | José Julián Crespo                                       |                                                          |
| 1976 – 1979   | No es va disputar                                        | No es va disputar                                        | No es va disputar                                        |
| 1980          | Velòdrom Andreu Oliver, Algaida                          | José Becerra                                             |                                                          |
| 1981          | No es va disputar                                        | No es va disputar                                        | No es va disputar                                        |
| 1982          | Velòdrom Andreu Oliver, Algaida                          | Jaume Pou                                                |                                                          |
| 1983          | Velòdrom Andreu Oliver, Algaida                          | Jaume Pou                                                |                                                          |
| 1984          | No es va disputar                                        | No es va disputar                                        | No es va disputar                                        |
| 1985          | Velòdrom de Campos                                       | Serafí Riera                                             |                                                          |
| 1986          | No es va disputar                                        | No es va disputar                                        | No es va disputar                                        |
| 1987          | Velòdrom de Son Moix, Palma                              | Serafí Riera                                             |                                                          |
| 1988          | Velòdrom de Son Moix, Palma                              | Joan Carles Tomàs                                        |                                                          |
| 1989          | Velòdrom de Son Moix, Palma                              | Joan Llaneras                                            |                                                          |
| 1990          | No es va disputar                                        | No es va disputar                                        | No es va disputar                                        |
| 1991          | Velòdrom de Son Moix, Palma                              | Miquel Riera                                             |                                                          |
| 1992          | No es va disputar                                        | No es va disputar                                        | No es va disputar                                        |
| 1993          | Velòdrom de Son Moix, Palma                              | Serafí Riera                                             |                                                          |
| 1994 – 2012   | No es va disputar                                        | No es va disputar                                        | No es va disputar                                        |
| 2013 – 2020   | pendent                                                  | pendent                                                  |                                                          |

Categoria de corredors: (prof.), professionals; (indep.), independents; (afic.), aficionats 

### Mig fons rere moto stayer
| Any         | Seu                                                      | Campió                                                   | Notes                                                    |
| ----------- | -------------------------------------------------------- | -------------------------------------------------------- | -------------------------------------------------------- |
| 1919        | Velòdrom de Tirador, Palma                               | Miquel Bover                                             |                                                          |
| 1920 – 1927 | No es va disputar                                        | No es va disputar                                        | No es va disputar                                        |
| 1928        | Velòdrom de Tirador, Palma                               | Miquel Bover                                             |                                                          |
| 1929        | No es va disputar                                        | No es va disputar                                        | No es va disputar                                        |
| 1930        | Velòdrom de Tirador, Palma                               | Francesc Salvà                                           |                                                          |
| 1931        | Velòdrom de Tirador, Palma                               | Francesc Salvà                                           |                                                          |
| 1932        | Velòdrom de Tirador, Palma                               | Francesc Salvà                                           |                                                          |
| 1933        | Velòdrom de Tirador, Palma                               | Josep Nicolau                                            |                                                          |
| 1934        | Velòdrom de Tirador, Palma                               | Joan Planas                                              |                                                          |
| 1935        | Velòdrom de Tirador, Palma                               | Miquel Llompart                                          |                                                          |
| 1936        | Velòdrom de Tirador, Palma                               | Joan Planas                                              |                                                          |
| 1937 – 1939 | No es va disputar per culpa de la Guerra civil espanyola | No es va disputar per culpa de la Guerra civil espanyola | No es va disputar per culpa de la Guerra civil espanyola |
| 1940        | Velòdrom de Tirador, Palma                               | No es va disputar                                        | No es va disputar                                        |
| 1941        | Velòdrom de Tirador, Palma                               | Miquel Llompart                                          |                                                          |
| 1942 – 1944 | No es va disputar                                        | No es va disputar                                        | No es va disputar                                        |
| 1945        | Velòdrom de Tirador, Palma                               | No es va disputar                                        | No es va disputar                                        |
| 1946        | Velòdrom de Tirador, Palma                               | Tomàs Garcias, Ribes                                     |                                                          |
| 1947 – 1957 | No es va disputar                                        | No es va disputar                                        | No es va disputar                                        |
| 1958        | Velòdrom de Campos                                       | Andreu Martí                                             |                                                          |
| 1959 – 1974 | No es va disputar                                        | No es va disputar                                        | No es va disputar                                        |
| 1975        | Velòdrom Andreu Oliver, Algaida                          | Jaume Bordoy                                             |                                                          |
| 1976 – 1977 | No es va disputar                                        | No es va disputar                                        | No es va disputar                                        |
| 1978        | Velòdrom Andreu Oliver, Algaida                          | Bartomeu Caldentey                                       |                                                          |
| 1979        | No es va disputar                                        | No es va disputar                                        | No es va disputar                                        |
| 1980        | Velòdrom Andreu Oliver, Algaida                          | Bartomeu Caldentey                                       |                                                          |
| 1981 – 1982 | No es va disputar                                        | No es va disputar                                        | No es va disputar                                        |
| 1983        | Velòdrom Andreu Oliver, Algaida                          | Jaume Pou                                                |                                                          |
| 1984 – 1987 | No es va disputar                                        | No es va disputar                                        | No es va disputar                                        |
| 1988        | Velòdrom de Son Moix, Palma                              | Jaume Riera                                              |                                                          |
| 1989 –      | No es va disputar                                        | No es va disputar                                        | No es va disputar                                        |

Categoria de corredors: (prof.), professionals; (indep.), independents; (afic.), aficionats 

### Mig fons rere moto comercial
| Any           | Seu                             | Campió                  | Notes             |
| ------------- | ------------------------------- | ----------------------- | ----------------- |
| 1941          | Velòdrom de Tirador, Palma      | Miquel Llompart         |                   |
| 1942          | No es va disputar               | No es va disputar       | No es va disputar |
| 1943          | Velòdrom de Tirador, Palma      | Miquel Llompart         |                   |
| 1944          | Velòdrom de Campos              | Joan Bover              |                   |
| 1945          | Velòdrom de Campos              | Tomàs Garcias, Ribes    |                   |
| 1946 – 1948   | No es va disputar               | No es va disputar       | No es va disputar |
| 1949          | Velòdrom de Tirador, Palma      | No es va disputar       | No es va disputar |
| 1950 – 1952   | No es va disputar               | No es va disputar       | No es va disputar |
| 1953          | Velòdrom de Campos              | Antoni Timoner          |                   |
| 1954          | No es va disputar               | No es va disputar       | No es va disputar |
| 1955          | Velòdrom de Campos              | Pere Mascaró            |                   |
| 1956 (prof.)  | Velòdrom de Campos              | Antoni Cladera          |                   |
| 1956 (amat.)  | Velòdrom de Tirador, Palma      | Joan Vicens             |                   |
| 1957 (prof.)  | Velòdrom de Campos              | No es va disputar       | No es va disputar |
| 1957 (indep.) | Velòdrom de Campos              | Nicolau Ferrà           |                   |
| 1957 (amat.)  | Velòdrom de Tirador, Palma      | No es va disputar       | No es va disputar |
| 1958 (prof.)  | Velòdrom de Tirador, Palma      | Josep Escalas           |                   |
| 1958 (indep.) | Velòdrom de Campos              | Andreu Martí            |                   |
| 1958 (amat.)  | Velòdrom de Tirador, Palma      | Josep Escalas           |                   |
| 1959 (prof.)  | Velòdrom de Tirador, Palma      | Josep Escalas           |                   |
| 1959 (amat.)  | Velòdrom de Tirador, Palma      | Antoni Garcias, Ribetes |                   |
| 1960 (prof.)  | No es va disputar               | No es va disputar       | No es va disputar |
| 1960 (amat.)  | Velòdrom de Campos              | Josep Escalas           |                   |
| 1961 – 1964   | No es va disputar               | No es va disputar       | No es va disputar |
| 1965 (prof.)  | Velòdrom de Tirador, Palma      | Pere J. Gomila          |                   |
| 1965 (amat.)  | No es va disputar               | No es va disputar       | No es va disputar |
| 1966 – 1969   | No es va disputar               | No es va disputar       | No es va disputar |
| 1970 (prof.)  | No es va disputar               | No es va disputar       | No es va disputar |
| 1970 (amat.)  | Velòdrom de Tirador, Palma      | José Fanegas            |                   |
| 1971 (prof.)  | Velòdrom de Tirador, Palma      | Antoni Cerdà            |                   |
| 1971 (amat.)  | Velòdrom de Tirador, Palma      | Bartomeu Caldentey      |                   |
| 1972          | Velòdrom de Tirador, Palma      | Antoni Sagrera          |                   |
| 1973          | No es va disputar               | No es va disputar       | No es va disputar |
| 1974          | Velòdrom de Campos              | Jaume Bordoy            |                   |
| 1975 – 1977   | No es va disputar               | No es va disputar       | No es va disputar |
| 1978          | Velòdrom Andreu Oliver, Algaida | Miquel Adrover          |                   |
| 1979 – 1980   | No es va disputar               | No es va disputar       | No es va disputar |
| 1981          | Velòdrom Andreu Oliver, Algaida | Bartomeu Caldentey      |                   |
| 1982          | No es va disputar               | No es va disputar       | No es va disputar |
| 1983          | Velòdrom Andreu Oliver, Algaida | Jaume Pou               |                   |
| 1984 –        | No es va disputar               | No es va disputar       | No es va disputar |

Categoria de corredors: (prof.), professionals; (indep.), independents; (afic.), aficionats 

### Persecució
| Any           | Seu                             | Campió                | Notes             |
| ------------- | ------------------------------- | --------------------- | ----------------- |
| 1952 (indep.) | Velòdrom de Manacor             | Marc Perpinyà         |                   |
| 1953 – 1954   | No es va disputar               | No es va disputar     | No es va disputar |
| 1955 (prof.)  | No es va disputar               | No es va disputar     | No es va disputar |
| 1955 (indep.) | Velòdrom de Campos              | Pere Mascaró          |                   |
| 1955 (amat.)  | Velòdrom de Tirador, Palma      | Joan Mercadal         |                   |
| 1956 (prof.)  | Velòdrom de Tirador, Palma      | Nicolau Ferrà         |                   |
| 1956 (amat.)  | Velòdrom de Tirador, Palma      | Joan Vicens           |                   |
| 1957 (prof.)  | Velòdrom de Tirador, Palma      | Nicolau Ferrà         |                   |
| 1957 (amat.)  | Velòdrom de Tirador, Palma      | Joan Vicens           |                   |
| 1958 (prof.)  | No es va disputar               | No es va disputar     | No es va disputar |
| 1958 (amat.)  | Velòdrom de Tirador, Palma      | Miquel Martorell      |                   |
| 1959          | No es va disputar               | No es va disputar     | No es va disputar |
| 1960 (prof.)  | No es va disputar               | No es va disputar     | No es va disputar |
| 1960 (amat.)  | Velòdrom de Campos              | Francesc Tortella     |                   |
| 1961 – 1965   | No es va disputar               | No es va disputar     | No es va disputar |
| 1966 (prof.)  | Velòdrom de Tirador, Palma      | Jaume Mateu           |                   |
| 1966 (amat.)  | Velòdrom de Tirador, Palma      | Jaume Estarellas      |                   |
| 1967 – 1969   | No es va disputar               | No es va disputar     | No es va disputar |
| 1970 (prof.)  | No es va disputar               | No es va disputar     | No es va disputar |
| 1970 (amat.)  | Velòdrom de Tirador, Palma      | Antoni Cerdà          |                   |
| 1971          | No es va disputar               | No es va disputar     | No es va disputar |
| 1972          | Velòdrom de Tirador, Palma      | Jaume Bordoy          |                   |
| 1973 – 1981   | No es va disputar               | No es va disputar     | No es va disputar |
| 1982          | Velòdrom Andreu Oliver, Algaida | Joan Antoni Crespí    |                   |
| 1983          | Velòdrom Andreu Oliver, Algaida | Joan Antoni Crespí    |                   |
| 1984          | No es va disputar               | No es va disputar     | No es va disputar |
| 1985          | Velòdrom de Campos              | Bartomeu Munar        |                   |
| 1986          | No es va disputar               | No es va disputar     | No es va disputar |
| 1987          | Velòdrom de Son Moix, Palma     | Serafí Riera          |                   |
| 1988          | Velòdrom de Son Moix, Palma     | Joan Llaneras         |                   |
| 1989          | Velòdrom de Son Moix, Palma     | Joan Llaneras         |                   |
| 1990          | No es va disputar               | No es va disputar     | No es va disputar |
| 1991          | Velòdrom de Son Moix, Palma     | Miquel Riera          |                   |
| 1992          | No es va disputar               | No es va disputar     | No es va disputar |
| 1993          | Velòdrom de Son Moix, Palma     | Serafí Riera          |                   |
| 1994          | Velòdrom de Son Moix, Palma     | Bartomeu Pomar        |                   |
| 1995          | Velòdrom de Campos              | Jorge G. Campalans    |                   |
| 1996          | Velòdrom de Son Moix, Palma     | Jorge G. Campalans    |                   |
| 1997          | Velòdrom de Son Moix, Palma     | Alberto Huélamo       |                   |
| 1998 – 2000   | No es va disputar               | No es va disputar     | No es va disputar |
| 2001          | Velòdrom de Son Moix, Palma     | Miquel Alzamora       |                   |
| 2002          | Velòdrom de Son Moix, Palma     | David Muntaner        |                   |
| 2003          | Velòdrom de Son Moix, Palma     | Xisco Martí           |                   |
| 2004          | Velòdrom de Son Moix, Palma     | Pere Mas              |                   |
| 2005          | Velòdrom de Son Moix, Palma     | David Muntaner        |                   |
| 2006          | Velòdrom de Son Moix, Palma     | David Muntaner        |                   |
| 2007          | Velòdrom de Son Moix, Palma     | David Muntaner        |                   |
| 2008          | Velòdrom de Son Moix, Palma     | David Muntaner        |                   |
| 2009          | Palma Arena                     | Jaume Albert Muntaner |                   |
| 2010          | Palma Arena                     | David Muntaner        |                   |
| 2011          | Palma Arena                     | David Muntaner        |                   |
| 2012          | No es va disputar               | No es va disputar     | No es va disputar |
| 2013 – 2020   | pendent                         | pendent               |                   |

Categoria de corredors: (prof.), professionals; (indep.), independents; (afic.), aficionats 

### Quilòmetre
| Any         | Seu                             | Campió                | Notes             |
| ----------- | ------------------------------- | --------------------- | ----------------- |
| 1972        | Velòdrom de Tirador, Palma      | Antoni Vallori        |                   |
| 1973 – 1981 | No es va disputar               | No es va disputar     | No es va disputar |
| 1982        | Velòdrom Andreu Oliver, Algaida | Joan Antoni Crespí    |                   |
| 1983        | Velòdrom Andreu Oliver, Algaida | Joan Antoni Crespí    |                   |
| 1984        | No es va disputar               | No es va disputar     | No es va disputar |
| 1985        | Velòdrom de Campos              | Bartomeu Munar        |                   |
| 1986        | No es va disputar               | No es va disputar     | No es va disputar |
| 1987        | Velòdrom de Son Moix, Palma     | Serafí Riera          |                   |
| 1988        | Velòdrom de Son Moix, Palma     | Ramon Ros             |                   |
| 1989        | Velòdrom de Son Moix, Palma     | Joan Manuel Sastre    |                   |
| 1990        | No es va disputar               | No es va disputar     | No es va disputar |
| 1991        | Velòdrom de Son Moix, Palma     | Miquel Riera          |                   |
| 1992        | No es va disputar               | No es va disputar     | No es va disputar |
| 1993        | Velòdrom de Son Moix, Palma     | Josep Gayà            |                   |
| 1994        | Velòdrom de Son Moix, Palma     | Josep Gayà            |                   |
| 1995        | Velòdrom de Campos              | Jorge G. Campalans    |                   |
| 1996        | Velòdrom de Son Moix, Palma     | Jorge G. Campalans    |                   |
| 1997 – 2000 | No es va disputar               | No es va disputar     | No es va disputar |
| 2001        | Velòdrom de Son Moix, Palma     | Pere Mas              |                   |
| 2002        | Velòdrom de Son Moix, Palma     | David Muntaner        |                   |
| 2003        | Velòdrom de Son Moix, Palma     | David Muntaner        |                   |
| 2004        | Velòdrom de Son Moix, Palma     | Pere Mas              |                   |
| 2005        | Velòdrom de Son Moix, Palma     | David Muntaner        |                   |
| 2006        | Velòdrom de Son Moix, Palma     | Pere Mas              |                   |
| 2007        | Velòdrom de Son Moix, Palma     | Pere Mas              |                   |
| 2008        | Velòdrom de Son Moix, Palma     | Pere Mas              |                   |
| 2009        | Palma Arena                     | Jaume Albert Muntaner |                   |
| 2010        | Palma Arena                     | David Muntaner        |                   |
| 2011        | Palma Arena                     | David Alonso          |                   |
| 2012        | Velòdrom de Son Moix, Palma     | Antoni Ballester      |                   |
| 2013 – 2020 | pendent                         | pendent               |                   |

### Puntuació
| Any         | Seu                         | Campió                | Notes             |
| ----------- | --------------------------- | --------------------- | ----------------- |
| 1991        | Velòdrom de Son Moix, Palma | Miquel Riera          |                   |
| 1992 – 1993 | No es va disputar           | No es va disputar     | No es va disputar |
| 1994        | Velòdrom de Son Moix, Palma | Bartomeu Pomar        |                   |
| 1995        | Velòdrom de Campos          | Bartomeu Amengual     |                   |
| 1996        | Velòdrom de Son Moix, Palma | Àngel G. Escandell    |                   |
| 1997        | Velòdrom de Son Moix, Palma | Luis Javier Arce      |                   |
| 1998        | No es va disputar           | No es va disputar     | No es va disputar |
| 1999        | Velòdrom de Son Moix, Palma | Joan Adrover          |                   |
| 2000        | No es va disputar           | No es va disputar     | No es va disputar |
| 2001        | Velòdrom de Son Moix, Palma | Miquel Alzamora       |                   |
| 2002        | Velòdrom de Son Moix, Palma | Joan Llaneras         |                   |
| 2003        | Velòdrom de Son Moix, Palma | Marcos Escribano      |                   |
| 2004        | Velòdrom de Son Moix, Palma | Pere Mas              |                   |
| 2005        | Velòdrom de Son Moix, Palma | Juan Francisco Romero |                   |
| 2006        | Velòdrom de Son Moix, Palma | David Muntaner        |                   |
| 2007        | Velòdrom de Son Moix, Palma | Pere Mas              |                   |
| 2008        | Velòdrom de Son Moix, Palma | Pere Mas              |                   |
| 2009        | Palma Arena                 | Daniel Crespí         |                   |
| 2010        | Palma Arena                 | David Muntaner        |                   |
| 2011        | Palma Arena                 | Salvador Gonzálvez    |                   |
| 2012        | Velòdrom de Son Moix, Palma | José Alberto Ibáñez   |                   |
| 2013 – 2020 | pendent                     | pendent               |                   |

### Keirin
| Any         | Seu                         | Campió                | Notes             |
| ----------- | --------------------------- | --------------------- | ----------------- |
| 2001        | Velòdrom de Son Moix, Palma | Antoni Abraham        |                   |
| 2002        | Velòdrom de Son Moix, Palma | Joan Manuel Sastre    |                   |
| 2003        | Velòdrom de Son Moix, Palma | David Muntaner        |                   |
| 2004        | Velòdrom de Son Moix, Palma | Pere Mas              |                   |
| 2005        | Velòdrom de Son Moix, Palma | David Muntaner        |                   |
| 2006        | Velòdrom de Son Moix, Palma | Pere Mas              |                   |
| 2007        | Velòdrom de Son Moix, Palma | Pere Mas              |                   |
| 2008        | Velòdrom de Son Moix, Palma | Jaume Albert Muntaner |                   |
| 2009        | Palma Arena                 | Jaume Albert Muntaner |                   |
| 2010        | No es va disputar           | No es va disputar     | No es va disputar |
| 2011        | Palma Arena                 | David Alonso          |                   |
| 2012        | Velòdrom de Son Moix, Palma | Tomeu Gelabert        |                   |
| 2013 – 2020 | pendent                     | pendent               |                   |

### Escratx
| Any         | Seu                         | Campió            | Notes |
| ----------- | --------------------------- | ----------------- | ----- |
| 2002        | Velòdrom de Son Moix, Palma | Miquel Perelló    |       |
| 2003        | Velòdrom de Son Moix, Palma | David Muntaner    |       |
| 2004        | Velòdrom de Son Moix, Palma | Miquel Perelló    |       |
| 2005        | Velòdrom de Son Moix, Palma | David Muntaner    |       |
| 2006        | Velòdrom de Son Moix, Palma | David Muntaner    |       |
| 2007        | Velòdrom de Son Moix, Palma | David Muntaner    |       |
| 2008        | Velòdrom de Son Moix, Palma | David Muntaner    |       |
| 2009        | Palma Arena                 | Daniel Crespí     |       |
| 2010        | Palma Arena                 | Daniel Crespí     |       |
| 2011        | Palma Arena                 | David Muntaner    |       |
| 2012        | Velòdrom de Son Moix, Palma | Francesc Artigues |       |
| 2013 – 2020 | pendent                     | pendent           |       |

### Òmnium
| Any         | Seu               | Campió                | Notes             |
| ----------- | ----------------- | --------------------- | ----------------- |
| 2009        | Palma Arena       | Jaume Albert Muntaner |                   |
| 2010 – 2012 | No es va disputar | No es va disputar     | No es va disputar |
| 2013 – 2020 | pendent           | pendent               |                   |

## Proves masculines en equip

### Madison (americana)
| Any         | Seu                             | Campions                                | Notes             |
| ----------- | ------------------------------- | --------------------------------------- | ----------------- |
| 1966        | Velòdrom de Tirador, Palma      | Bartomeu Bauzà, Sebastián Sánchez       |                   |
| 1967 – 1971 | No es va disputar               | No es va disputar                       | No es va disputar |
| 1972        | Velòdrom de Tirador, Palma      | Antoni Vallori, Miquel Verdera          |                   |
| 1973 – 1981 | No es va disputar               | No es va disputar                       | No es va disputar |
| 1982        | Velòdrom Andreu Oliver, Algaida | Bartomeu Caldentey, Jaume Pou           |                   |
| 1983 – 2001 | No es va disputar               | No es va disputar                       | No es va disputar |
| 2002        | Velòdrom de Son Moix, Palma     | Miquel Alzamora, Xisco Martí            |                   |
| 2003        | Velòdrom de Son Moix, Palma     | Pere Mas, Miquel Perelló                |                   |
| 2004        | Velòdrom de Son Moix, Palma     | Pere Mas, Miquel Perelló                |                   |
| 2005        | Velòdrom de Son Moix, Palma     | David Muntaner, Juan Francisco Romero   |                   |
| 2006        | Velòdrom de Son Moix, Palma     | Pere Mas, David Muntaner                |                   |
| 2007        | Velòdrom de Son Moix, Palma     | David Muntaner, Jaume Albert Muntaner   |                   |
| 2008        | Velòdrom de Son Moix, Palma     | David Muntaner, Jaume Albert Muntaner   |                   |
| 2009        | Palma Arena                     | Marcos Escribano, Jaume Albert Muntaner |                   |
| 2010        | Palma Arena                     | David Muntaner, Vicente Pastor          |                   |
| 2011        | Palma Arena                     | Vicente Pastor, Joan Carles Riutort     |                   |
| 2012        | No es va disputar               | No es va disputar                       | No es va disputar |
| 2013 – 2020 | pendent                         | pendent                                 |                   |

### Velocitat
| Any  | Seu     | Campions | Notes |
| ---- | ------- | -------- | ----- |
| 0000 | pendent | pendent  |       |

### Persecució
| Any         | Seu                             | Campió                                                      | Notes             |
| ----------- | ------------------------------- | ----------------------------------------------------------- | ----------------- |
| 1972        | Velòdrom Francesc Alomar, Sineu | Francisco Hernández, Miquel Verdera                         |                   |
| 1973 – 1981 | No es va disputar               | No es va disputar                                           | No es va disputar |
| 1982        | Velòdrom Andreu Oliver, Algaida | Manuel Arias, Joan Antoni Crespí, Pedro Pérez, Joan Tugores |                   |
| 1983 – 2012 | No es va disputar               | No es va disputar                                           | No es va disputar |
| 2013 – 2020 | pendent                         | pendent                                                     |                   |

## Proves femenines individuals

### Velocitat
| Any         | Seu                             | Campiona          | Notes             |
| ----------- | ------------------------------- | ----------------- | ----------------- |
| 1980        | Velòdrom Andreu Oliver, Algaida | Margalida Sastre  |                   |
| 1981        | Velòdrom Andreu Oliver, Algaida | Margalida Sastre  |                   |
| 1982        | Velòdrom Andreu Oliver, Algaida | Margalida Sastre  |                   |
| 1983        | Velòdrom Andreu Oliver, Algaida | pendent           |                   |
| 1984 – 1986 | No es va disputar               | No es va disputar | No es va disputar |
| 1987        | Velòdrom Andreu Oliver, Algaida | Maria Mora        |                   |
| 1988        | Velòdrom de Son Moix, Palma     | Maria Mora        |                   |
| 1989 – 1993 | No es va disputar               | No es va disputar | No es va disputar |
| 1994        | Velòdrom de Son Moix, Palma     | Magdalena Rigo    |                   |
| 1995 – 2010 | No es va disputar               | No es va disputar | No es va disputar |
| 2011        | Palma Arena                     | Mar Bonnín        |                   |
| 2012        | No es va disputar               | No es va disputar | No es va disputar |
| 2013 – 2020 | pendent                         | pendent           |                   |

### Fons
| Any         | Seu                             | Campiona          | Notes             |
| ----------- | ------------------------------- | ----------------- | ----------------- |
| 1980        | Velòdrom Andreu Oliver, Algaida | pendent           |                   |
| 1981        | Velòdrom Andreu Oliver, Algaida | Margalida Sastre  |                   |
| 1982        | No es va disputar               | No es va disputar | No es va disputar |
| 1983        | Velòdrom Andreu Oliver, Algaida | pendent           |                   |
| 1984 – 2012 | No es va disputar               | No es va disputar | No es va disputar |
| 2013 – 2020 | pendent                         | pendent           |                   |

### Persecució
| Any         | Seu                             | Campiona          | Notes             |
| ----------- | ------------------------------- | ----------------- | ----------------- |
| 1980        | Velòdrom Andreu Oliver, Algaida | pendent           |                   |
| 1981        | Velòdrom Andreu Oliver, Algaida | Margalida Sastre  |                   |
| 1982        | No es va disputar               | No es va disputar | No es va disputar |
| 1983        | Velòdrom Andreu Oliver, Algaida | pendent           |                   |
| 1984 – 1986 | No es va disputar               | No es va disputar | No es va disputar |
| 1987        | Velòdrom Andreu Oliver, Algaida | Maria Mora        |                   |
| 1988        | Velòdrom de Son Moix, Palma     | Maria Mora        |                   |
| 1989        | Velòdrom de Son Moix, Palma     | Maria Mora        |                   |
| 1990 – 2010 | No es va disputar               | No es va disputar | No es va disputar |
| 2011        | Palma Arena                     | Mar Bonnín        |                   |
| 2012        | Velòdrom de Son Moix, Palma     | Maria Mora        |                   |
| 2013 – 2020 | pendent                         | pendent           |                   |

### 500 metres
| Any         | Seu               | Campiona          | Notes             |
| ----------- | ----------------- | ----------------- | ----------------- |
| 2011        | Palma Arena       | Mar Bonnín        |                   |
| 2012        | No es va disputar | No es va disputar | No es va disputar |
| 2013 – 2020 | pendent           | pendent           |                   |

### Puntuació
| Any         | Seu               | Campiona          | Notes             |
| ----------- | ----------------- | ----------------- | ----------------- |
| 2011        | Palma Arena       | Mar Bonnín        |                   |
| 2012        | No es va disputar | No es va disputar | No es va disputar |
| 2013 – 2020 | pendent           | pendent           |                   |

### Keirin
| Any         | Seu               | Campiona          | Notes             |
| ----------- | ----------------- | ----------------- | ----------------- |
| 2011        | Palma Arena       | Andrea Ferriol    |                   |
| 2012        | No es va disputar | No es va disputar | No es va disputar |
| 2013 – 2020 | pendent           | pendent           |                   |

### Escratx
| Any         | Seu               | Campiona                 | Notes             |
| ----------- | ----------------- | ------------------------ | ----------------- |
| 2011        | Palma Arena       | Maria del Mar Santandreu |                   |
| 2012        | No es va disputar | No es va disputar        | No es va disputar |
| 2013 – 2020 | pendent           | pendent                  |                   |

### Òmnium
| Any         | Seu     | Campiona | Notes |
| ----------- | ------- | -------- | ----- |
| 2013 – 2020 | pendent | pendent  |       |

## Proves femenines en equip

### Madison (americana)
| Any         | Seu     | Campiones | Notes |
| ----------- | ------- | --------- | ----- |
| 2013 – 2020 | pendent | pendent   |       |

### Velocitat
| Any         | Seu     | Campiones | Notes |
| ----------- | ------- | --------- | ----- |
| 2013 – 2020 | pendent | pendent   |       |

### Persecució
| Any         | Seu     | Campiones | Notes |
| ----------- | ------- | --------- | ----- |
| 2013 – 2020 | pendent | pendent   |       |